# Церковь Успения Пресвятой Богородицы (Заручье)
Церковь Успения Пресвятой Богородицы или Успенская церковь — православный храм в деревне Заручье Сланцевского района Ленинградской области. Здание построено в середине XIX века. 
Является памятником архитектуры регионального значения.

## История и архитектура
У жителей окрестностей озера Долгого существовало локальное предание о явлении Богородицы на реке близ местной примечательной Доложской пещеры. В честь этого в 1761 году по «пути Пресвятой Богородицы» от Доложска к пещере был учрежден крестный ход, ежегодно собиравший тысячи человек из соседних губерний: Псковской, Ревельской и Рижской. Около 1752 года вместо старой Михайловской церкви, снесённой в 1779 году, здесь был заложен новый одноглавый храм, посвящённый именно Успению Пресвятой Богородицы.
Со временем здание церкви ветшало и не удовлетворяло нуждам верующих. Новый каменный храм с приделами Архангела Михаила и святых Константина и Елены был построен в 1858–1864 годах по проекту епархиального архитектора Карла Ивановича Брандта. Инициатором строительства стал местный церковный староста — крестьянин Сергей Лебедев.
Финансовое участие в работах принимал великий князь Константин Николаевич, владелец этих земель. Он пожертвовав полный набор богослужебных книг в роскошных переплётах и драгоценный напрестольный крест, а также лесоматериалы. Деньги на строительство вносили и другие члены императорского дома: Александр II и его супруга Мария Александровна — по 300 рублей; вдовствующая императрица Александра Фёдоровна — 500 рублей, дети императора — 100 рублей. Всё строительство храма обошлось примерно в 70 тысяч рублей серебром, из которых порядка 15 тысяч было учтено рабочей силой, материалами и деньгами от прихожан, а остальное — от пожертвований. После окончания строительства остался также долг в 28 тысяч рублей.
Объёмно-пространственное решение церкви близко к прямоугольному в плане. Здание имеет полуциркульную апсиду с трёхчастным объёмом притвора и колокольню. Стены сложены из кирпича, фундамент — из валунов. Архитектурно-художественное решение фасадов — в стиле эклектики. Для отделки наружных стен использовалась гладкая штукатурка, для облицовки цоколя — известняк. Арочные оконные проёмы украшены штукатурным наличником в виде кокошника. В центральном оконном проёме апсиды — деревянный рамочный наличник с орнаментом в форме меандра.
Освящение новой церкви произошло 21 сентября 1864 года Санкт-Петербургским викарием и епископом Герасимом. Церковной святыней считался чтимый местными жителями чудотворный образ Успения Пресвятой Богородицы, утраченный позже в XX веке. Икона была обрамлена в величественном киоте в византийском стиле, в серебряной ризе, с позолоченными венцами. Серебро для украшения было пожертвовано помещицей Параскевой Иларионовной Мордвиновой в благодарность за спасение её от утопления на Долгом озере в ноябре 1787 года.
С 1880 года в Успенской церкви служил отец Иоанн Яновский. С помощью его усилий в приходе удалось открыть пять церковно-приходских школ. Для всех их были устроены особые школьные здания. В 1896—1899 годах прошла реконструкция здания при участии епархиального архитектора Николая Никитича Никонова.
В 1939 году закрыт церковь закрыли. Во время немецкой оккупации части территории Ленинградской области храм вновь открыли. Она проработала с 1942 по 1944 год.
В 1990 году здание церкви возвратили общине. В 1998 году начались работы по консервации здания. В относительно первозданном виде удалось восстановить кровлю на колокольне, основной объём храма был перекрыт временной кровлей из шифера без куполов. В это же время была восстановлена одноименная с храмом часовня, расположенная с западной от него стороны. Длительное  время приход не имел своего священника и окормлялся батюшками близлежащих храмов. Только в апреле 2008 гjlf настоятелем прихода был назначен иеромонах Адриан (Проворный).